# Saponit
Das Mineral Saponit ist ein eher selten vorkommendes Schichtsilikat der Smektidgruppe mit der chemischen Zusammensetzung Mg3[(OH)2|Al0.33Si3.67O10]·Na0.33(H2O)4 und ist damit chemisch gesehen ein wasserhaltiges Magnesium-Silikat mit zusätzlichen Hydroxidionen.
Ebenso wie Speckstein wird Saponit auf Deutsch auch als Seifenstein bezeichnet. 
Saponit kristallisiert im monoklinen Kristallsystem und entwickelt meist feinkörnige, knollige oder erdige bis massige, aber auch blättrige bis faserige Mineral-Aggregate mit einem fettähnlichen Glanz auf den Oberflächen. Nur selten kann Saponit auch in Form winziger, tafeliger, pseudohexagonal ausgebildeter Kristalle gefunden werden. In reiner Form ist Saponit theoretisch farblos und durchsichtig. Durch vielfache Lichtbrechung aufgrund von Gitterbaufehlern oder polykristalliner Ausbildung ist er praktisch immer durchscheinend bis undurchsichtig weiß oder nimmt durch Fremdbeimengungen eine graue, gelbe, blaue, grüne, rötliche oder braune Farbe an. Seine Strichfarbe ist jedoch immer weiß.
Mit einer Mohshärte von 1 bis 2 gehört Saponit zu den weichen Mineralen, die sich ähnlich wie das Referenzmineral Talk mit dem Fingernagel schaben bzw. ritzen lassen. Nach seinem Erstbeschreiber Svanberg ist das Mineral bergfrisch geborgen sogar so weich, dass es sich „gewöhnlich wie Butter ausstreichen lässt, weshalb auch einige Bergleute, als sie es zuerst antrafen, glaubten einen Stoff gefunden zu haben, der die Butter ersetzen könnte, zu ihrer Verwunderung aber bald erfuhren, dass er ganz von dieser verschieden sey.“.
An der Luft erhärtet das Mineral allerdings allmählich und zerfällt beim Trocknen schließlich größtenteils zu lockerem Pulver.

## Etymologie und Geschichte
Eine erste, wenn auch ungenaue Erwähnung des Minerals findet sich 1758 in Axel Cronstedts Werk Versuch einer neuen Mineralogie bei der Beschreibung der verschiedenen Tonarten. Als Unterart der „versteinerten“ Tonarten wird er als dicht und lose (particulis impalpabilibus mollis) beschrieben. Andere Bezeichnungen sind Brianzoner Kreide, smectis und creta brianzonica. Zudem ist er als Englischer Walkerthon bekannt und kann von weißer (Landsend in Cornwall), gelber, roter und weißer (Landsend, die Schweiz) Farbe sein und sieht aus wie venezianische Seife.
Von der Englischen Walkerde berichtet auch Martin Heinrich Klaproth, die unerlässlich für die Feinheit und Güte der englischen Tuchfabrikate ist. Unter den Tuchwalkern wird vor allem die Walkerde aus Ryegate in der englischen Grafschaft Surrey hoch geschätzt und deren Ausfuhr ist verboten. Neben der allgemeinen Beschreibung in Bezug auf Farbe, Weichheit und dem fettigen Gefühl beim Anfassen des Minerals betont Klaproth vor allem dessen charakteristische Eigenschaft, im Wasser schnell und geräuschlos zu zerfallen.
Die bis heute gültige Bezeichnung Saponit nach dem lateinischen Wort sapo für ‚Seife‘ wird 1830 von Lars Fredrik Svanberg (1805–1878) geprägt und ist ebenfalls eine Anspielung auf das seifig-fettige Gefühl beim Anfassen des Minerals. Svanberg gibt zudem eine erste vollständige Beschreibung des Minerals einschließlich einer angenäherten chemischen Formel ab.
Als erster Fundort (Typlokalität) für Saponit gilt der Lizard Point in Cornwall.
Typmaterial, das heißt Mineralproben aus dem ersten Fundort, wird an der Technischen Universität Bergakademie Freiberg unter der Katalog-Nr. 44591 aufbewahrt.

## Klassifikation
Bereits in der veralteten, aber teilweise noch gebräuchlichen 8. Auflage der Mineralsystematik nach Strunz gehörte der Saponit zur Mineralklasse der „Silikate und Germanate“ und dort zur Abteilung der „Schichtsilikate (Phyllosilikate)“, wo er zusammen mit Hectorit (Ghassoulit), Medmontit (diskreditiert 2006), Sauconit, Stevensit und Zinalsit (diskreditiert 1959, da identisch mit Fraipontit) die „Saponit-Reihe (trioktaedrisch)“ VIII/E.08b innerhalb der ebenfalls nach ihm benannten „Montmorillonit-Saponit-Gruppe“ (VIII/E.08) bildete.
Im Lapis-Mineralienverzeichnis nach Stefan Weiß, das sich aus Rücksicht auf private Sammler und institutionelle Sammlungen noch nach dieser alten Form der Systematik von Karl Hugo Strunz richtet, erhielt das Mineral die System- und Mineral-Nr. VIII/H.20-20. In der „Lapis-Systematik“ entspricht dies ebenfalls der Abteilung „Schichtsilikate“, wobei in den Gruppen H.09 bis H.27 die glimmerartigen Schichtsilikate mit [Si4O10]4− und Verwandte eingeordnet sind. Saponit bildet hier zusammen mit Hectorit, Ferrosaponit, Sauconit, Spadait, Stevensit und Zinksilit eine eigenständige, aber unbenannte Gruppe bildet (Stand 2018).
Auch die seit 2001 gültige und von der International Mineralogical Association (IMA) bis 2009 aktualisierte 9. Auflage der Strunz’schen Mineralsystematik ordnet den Saponit ebenfalls in die Abteilung der „Schichtsilikate (Phyllosilikate)“ ein. Diese ist allerdings weiter unterteilt nach der Struktur der Schichten, so dass das Mineral entsprechend seinem Aufbau in der Unterabteilung „Schichtsilikate (Phyllosilikate) mit Glimmertafeln, zusammengesetzt aus tetraedrischen und oktaedrischen Netzen“ zu finden ist, wo es als Namensgeber die „Saponitgruppe“ mit der System-Nr. 9.EC.45 und den weiteren Mitgliedern Ferrosaponit, Hectorit, Sauconit, Spadait, Stevensit, Swinefordit und Zinksilit bildet.
Die vorwiegend im englischen Sprachraum gebräuchliche Systematik der Minerale nach Dana ordnet den Saponit ebenfalls in die Klasse der „Silikate und Germanate“ und dort in die Abteilung der „Schichtsilikatminerale“ ein. Hier ist er in der „Smektitgruppe (Trioktaedrische Smektite)“ mit der System-Nr. 71.03.01b innerhalb der Unterabteilung „Schichtsilikate: Schichten von sechsgliedrigen Ringen mit 2 : 1-Tonmineralen“ zu finden.

## Kristallstruktur
Saponit kristallisiert monoklin in der Raumgruppe Cc (Raumgruppen-Nr. 9) mit den Gitterparametern a = 5,30 Å; b = 9,21 Å; c = 2×15,36 Å und β = ≈ 97° sowie 4 Formeleinheiten pro Elementarzelle.
Saponit ist ein 2:1 Tonmineral und besteht aus zwei Silikatschichten, die eine Magnesiumoxid-Hydroxidschicht einschließen. Silizium ist tetraedrisch von vier Sauerstoffen umgeben. Über drei Sauerstoffe sind diese Tetraeder zu einer Silikatschicht verbunden. Magnesium ist oktaedrisch von 6 Sauerstoffen, die je eine Ecke eines Silikat-Tetraeders bilden, und zwei  OH-Gruppen, umgeben.

## Eigenschaften
In Wasser schwellen die Zwischenschichten an und Saponit zerfällt in einzelne Schichten und Konglomerate. In warmer Salzsäure löst er sich ebenfalls leicht, in kalter Schwefelsäure zersetzt er sich dagegen langsamer.
In feuchtem Zustand (bergfrisch) ist das Mineral plastisch verformbar, reagiert aber nach dem Trocknen spröde.

## Modifikationen und Varietäten
Von der Verbindung Mg3[(OH)2|Al0.33Si3.67O10]·Na0.33(H2O)4 ist bisher nur die monoklin kristallisierende Modifikation Saponit bekannt.
Bisher bekannte Varietät von Saponit sind
- der rosarote, aluminiumreiche Sobotkit, der bevorzugt am Camarones-Pass in der Región de Tarapacá in Chile vorkommt[6][17]
- der calciumreiche Cardenit[18]
- ein als Griffithit (auch Lembergit[18]) bezeichneter Ferri-Saponit, der in den Basalt-Mandeln aus dem Griffith Park, Los Angeles (USA) gefunden wurde[2]

Eine Pseudomorphose von Saponit nach Olivenit wird als Bowlingit bezeichnet.
Medmontit ist dagegen nicht wie angenommen, ein kupferhaltiger Saponit (Cu-Saponit), sondern ein Gemenge aus Chrysokoll und verschiedenen Tonmineralen.

## Bildung und Fundorte

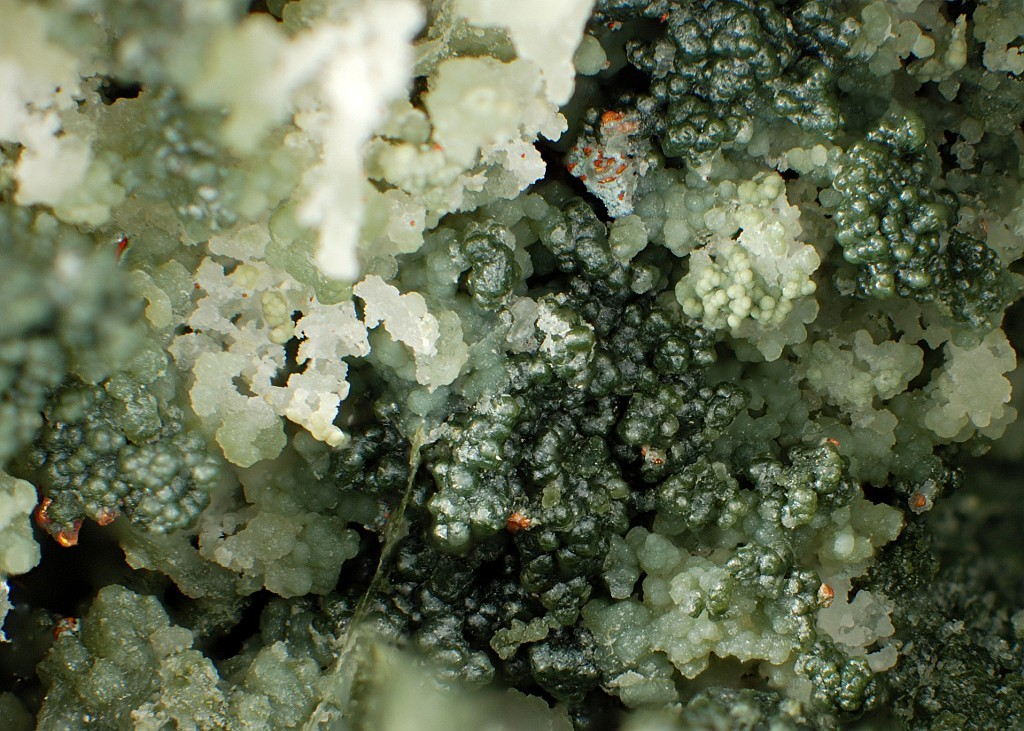
Traubige Anhäufung von dunkelgrünen Chamositkugeln mit hellgrünen Saponitkugeln und Kupferkristallen aus der „Central Mine“, Keweenaw County, Michigan, USA

Saponit bildet sich hydrothermal in Gängen und Geoden von Vulkaniten (meist Basalten) oder Serpentiniten. Begleitminerale sind unter anderem Calcit, Seladonit, verschiedene Chlorite, Dolomit, Epidot, gediegen Kupfer, Orthoklas und Quarz.
Als eher seltene Mineralbildung kann Saponit an verschiedenen Fundorten zum Teil zwar reichlich vorhanden sein, insgesamt ist er aber wenig verbreitet. Weltweit sind bisher etwas mehr als 300 Fundorte bekannt (Stand: 2017). Neben seiner Typlokalität Lizard Point in Cornwall (England) trat das Mineral im Vereinigten Königreich (Großbritannien) noch bei den ebenfalls in England liegenden Orten Coniston, Buxton und Cranmore (Somerset) sowie im County Antrim und Newcastle in Nordirland; Trotternish, Bowling (Strathclyde) und Barrhead in Schottland und Builth Wells in Wales.
Erwähnenswert aufgrund außergewöhnlicher Saponitfunde ist unter anderem auch Mont Saint-Hilaire in den kanadischen Montérégie-Hügeln, wo blättrige Saponitkristalle von bis zu einem Zentimeter Durchmesser gefunden wurden.
In Deutschland trat Saponit unter anderem am Feldberg (Schwarzwald) in Baden-Württemberg; an mehreren Orten in Franken, Niederbayern und der Oberpfalz in Bayern; bei Allendorf (Greifenstein) und Ortenberg in Hessen; bei Sankt Andreasberg in Niedersachsen; an mehreren Orten der Eifel in Rheinland-Pfalz; bei Walhausen (Saar) im Saarland und Schwarzenberg/Erzgeb. in Sachsen auf.
In Österreich wurde das Mineral bisher bei Waldenstein (Gemeinde Wolfsberg) in der Koralpe und bei Sankt Paul im Lavanttal in Kärnten; bei Pingendorf (Drosendorf) in Niederösterreich sowie bei Klöch, Weitendorf und Leoben in der Steiermark gefunden. In der Schweiz trat Saponit bisher nur am Piz Mundin in der Samnaungruppe im Kanton Graubünden und bei Ramsen SH im Kanton Schaffhausen auf.
Weitere Fundorte liegen in Australien, Bolivien, Brasilien, Chile, China, Curaçao, an der Elfenbeinküste, in Frankreich, Griechenland, Indien, Israel, Italien, Japan, Jemen, auf den Kerguelen, Madagaskar, Neukaledonien, den Niederländischen Antillen, Norwegen, Polen, Russland, Schweden, Slowakei, Spanien, Südafrika, Südkorea, Tschechien, Ungarn, den Vereinigten Staaten von Amerika (USA) und auf Zypern.
Auch in Gesteinsproben des „Ninety East Ridge“ aus dem Indischen Ozean sowie außerhalb der Erde auf dem Mars wurde Saponit gefunden.
Hohe Anteile von Saponit (mehr als 50 Volumenprozent) wurden in Bohrkernen aus der Verwerfungszone des kalifornischen San-Andreas-Grabens gefunden. Es wird vermutet, dass das Mineral dort Einfluss auf die Erdbebendynamik hat, indem es die Reibung zwischen den Kontinentalplatten verringert.

### Synthetische Darstellung
Im Allgemeinen ist die Bildung von Saponiten unter einer breiten Palette von hydrothermalen Bedingungen möglich. Moderate Bedingungen mit Temperaturen zwischen 90 und 575 °C und Drücken bis zu mehreren kbar sind am vielversprechendsten in Bezug auf Wachstumsrate, Ausbeute und Reinheit. Die häufigsten Ausgangsmaterialien im Sol-Gel-Prozess sind feste Phasen, wie Alumosilikate, Gläser und Gele, deren Zusammensetzung der des gewünschten Saponitderivates bzw. Modifikation nahe kommt. Verbreitet ist die Synthese mit Ammonium oder Natrium in einem basischen, wässrigen Medium.
Katalytisch aktives Saponit kann insbesondere durch funktionelle Ionen in der tetraedrischen Siliziumdioxidschicht geschaffen werden. So hat z. B. eine Si-O-Al-Gruppe (Al3+ an der Stelle von Si4+) starke saure Eigenschaften als Lewis-Säure. Auch kann die spezifisch wirksame Oberfläche auf über 500 m²/g vergrößert werden, indem das oktaedrische Magnesium angeätzt oder Partikel zwischen die Saponitschichten eingebracht werden.

## Verwendung
Saponit wird gelegentlich als natürliches Reinigungsmittel einigen Waschmitteln und zur Wasseraufbereitung eingesetzt. Als Additiv in Kunststoffen kann Saponit mechanische Eigenschaften verbessern und Diffusion verringern (Adsorbate).
Synthetische Saponite verfügen über definierte chemische Zusammensetzung und reaktionsfähiger Oberfläche und dienen als Ersatz für Zeolithe. Im Gegensatz zu den Poren in Zeolithe hat Saponite einen größeren Schichtabstand und kann als Katalysator auch für größere organische Moleküle eingesetzt werden, z. B. bei der Polymerisation, Isomerisation und dem Cracken.